# Prototip
|  | Per a altres significats, vegeu «Prototip (desambiguació)». |

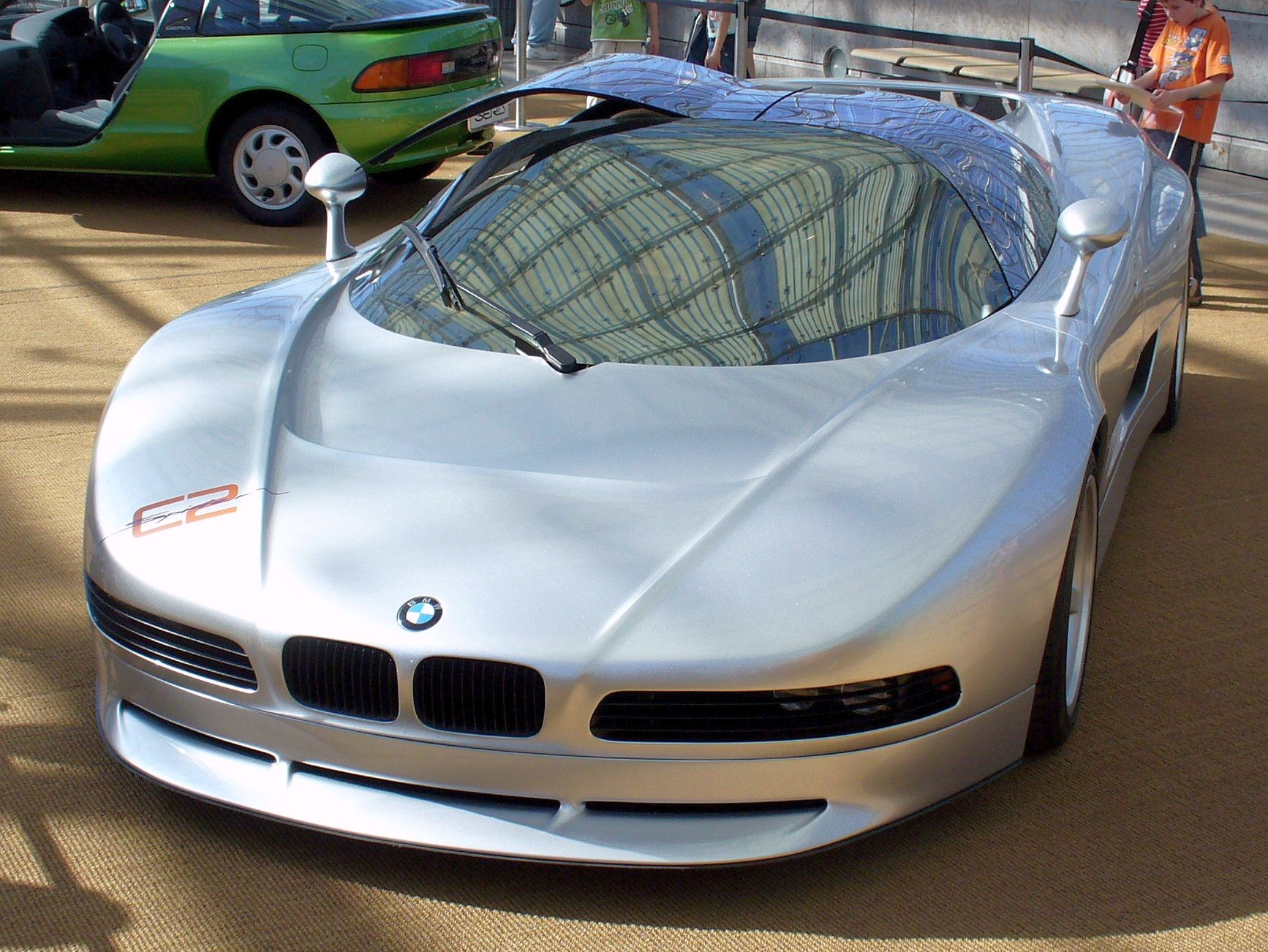
Prototip d'Italdesign Giugiaro d'un cotxe BMW Nazca C2.

Un prototip o protòtip en la fabricació industrial és un model, generalment en un exemplar d'un producte o d'una instal·lació. En la fase de disseny de producte els prototips es fan servir abans de la producció en sèrie per a comprovar-ne diverses qualitats tècniques, ergonòmiques o estètiques. Segons les necessitats del test, els prototips es poden fer en mida real o en mides reduïdes, poden tenir tant si totes les característiques i funcions del producte final, com només una part (per exemple la forma). Se'n fan tant per a equips complexos (amb components mecànics, elèctrics, electrònics…) com per a productes més senzills com ara mobles, roba, etc. Els prototips tenen un paper important en l'estudi de factibilitat. Es pot fer un prototip d'una part (per exemple un motor) o d'un producte complet (un cotxe).
La realització d'un prototip material és generalment una operació costosa. La digitalització i la fabricació assistida per ordinador van contribuir a abaixar-ne el preu. Si abans, la realització de moltes peces s'assemblava més aviat al treball de paciència d'un escultor, ara les màquines llegeixen directament els plans numeritzats tot reduint la intervenció de l'home. A més, la impressió 3D permet realitzar formes en materials impossibles amb la mecanització tradicional. Finalment, el desenvolupament de les tècniques de simulació el fan possible dur a terme un prototip digital al qual ja es poden comprovar moltes característiques (tant visuals com mecàniques) abans de passar a la fase del prototip material. Totes aquestes tecnologies conflueixen en el prototipatge ràpid (en anglès: rapid prototyping) que permeten fer i eliminar errors en la fase de desenvolupament de manera molt econòmica.
Entre les fases del prototip i de la fabricació en sèrie, de vegades es duu a terme una petita presèrie o protosèrie per experimentar el mètode de fabricació en sèrie.
Mutatis mutandis els productes virtuals (programari, videojoc…) passen per unes fases de desenvolupament semblants.
La paraula és una composició del prefix «proto-» del mot grec antic πρῶτος, que significa ‘primer’, ‘principal’, ‘anterior’ i el sufix «-tip», de τυπος (týpos), que significa «tipus; empremta; imatge».

## Característiques
Hi ha una part de la fase inicial per a crear el prototip en el qual, es desenvolupa un concepte general sobre una nova idea per un producte i es converteix amb alguna cosa més tangible.
Fer erròniament aquest punt inicial ens portarà a crear un prototip i un producte final que fallarà i per tant haurem invertit diners, temps i recursos que no serviran.
Les característiques són els aspectes descriptius que defineixen els requisits d'un producte. És preferible posar-les per escrit per una major claredat i per ajudar a comunicar aquests requisits del producte a un públic més ampli.
Hem de tenir en compte que les característiques són una part molt important per al desenvolupament del producte, ja que el disseny, pot ser una activitat increïblement amplia i, encara que això resulti estimulant i apassionant, també pot suposar un gran repte pel fet d'haver de manejar informació complexa i a vegades oposada.

## Etapes del prototip[calcitació]
Identificació del projecte o problemaLa identificació d'un problema en un objecte o una necessitat és la part essencial per començar un producte.
Desenvolupament d'un model que funcioniPermet als usuaris conèixer el que espera del prototip i del procés del treball.
AssajosUsuaris fan servir-lo i a la vegada per avaluar les seves qualitats.
RevisionsDurant l'evolució les analistes avaluen el que les hi agrada o no del prototip.
Repetició del procés les vegades que faci faltaEl prototip es repeteix les vegades que faci falta, per tant, el prototip finalitza quan els usuaris i analistes estan d'acord que el prototip funciona.

## Objectius, modelatge i errors
La construcció de prototips sorgeix de la necessitat de comprovar si el nou producte s'adapten a les condicions preestablertes i actua d'una forma adequada tal com estava establert; a la vegada el seu objectiu com a model, ajuda a l'emprenedor a visualitzar i refinar el seu producte perquè encara que funcioni bé, en teoria, fins que no es comença a crear físicament no es troben els errors. Aquest prototip formarà part del procés de disseny del nou producte on els enginyers, sovint utilitzant diagrames en V, decidiran si es pot passar a la següent etapa de proves i generació de codi o per contra cal tornar a retocar el disseny. Una estratègia és dissenyar, provar, avaluar i modificar el disseny a partir de l'anàlisi del prototip, aquest no és tan funcional com el producte final, ja que no acaba de fer tot el funcionament del producte final, però igualment inclourà elements suficients per determinar als enginyers, dissenyadors que els agrada i identificar aquelles característiques que s'haurien de canviar. En molts productes s'acostuma a assignar lletres gregues per especificar la versió del prototip. Per exemple, un prototip inicial serà anomenat «alfa», en aquest primer prototip es trobaran algunes errades que seran corregides en les següents versions (gamma, micron...) fins a arribar al producte final.

## Casos particulars

### Disseny i modelatge de programari
La construcció de prototips sorgeix de la necessitat de comprovar si el sistema o el nou producte s'adapten a unes condicions preestablertes i actua de forma adequada. Aquest prototip formarà part del procés de disseny del nou producte on els enginyers, sovint utilitzant un diagrama en V, decidiran si es pot passar a la següent etapa de proves i generació de codi o per contra cal tornar a calibrar o modificar el disseny. Una estratègia comuna és dissenyar, provar, avaluar i modificar el disseny a partir de l'anàlisi del prototip.
En molts productes s'acostuma a assignar lletres gregues per especificar la versió del prototip. Per exemple, un prototip inicial serà anomenat «alfa», en aquest primer prototip sovint es trobaran un cert nombre d'errades o falles que seran corregides en les següents versions (beta, gamma...) fins a arribar al producte final.

### Prototip de xip electrònic
En electrònica es construeix com a prototip un circuit real per verificar que un disseny teòric realment funciona. El prototip sovint es construeix utilitzant tècniques com la placa de proves que creen un circuit electrònicament correcte, però que no serà físicament idèntic a un producte final. Hi ha eines de codi obert per al desenvolupament de prototips electrònics, com ara Fritzing i Arduino. Un tècnic pot construir un prototip (i fer addicions i modificacions) més ràpid amb aquestes tècniques. Però és més ràpid i més barat produir en massa emprant un altre tipus de plaques.

## Referència
1. ↑  «Diccionari de Alguerés - protòtip». [Consulta: 29 abril 2024].
2. ↑  Cirene, Eratòstenes de. Catasterismes.  Fundació Bernat Metge, 2004. ISBN 978-84-7225-842-6.
3. ↑  «El blog de Gabriel Bibiloni » Què hem de fer amb els «mots erronis»?» (en catalan). [Consulta: 29 abril 2024].[Enllaç no actiu]
4. ↑  «Prototip». Gran Enciclopèdia Catalana.  Barcelona:  Grup Enciclopèdia Catalana.
5. ↑  «Prototip». Gran Enciclopèdia Catalana.  Barcelona:  Grup Enciclopèdia Catalana.
6. ↑  «-tip». Gran Diccionari de la Llengua Catalana.  Barcelona:  Grup Enciclopèdia Catalana.